# Pont Marie (stacja metra)
Pont Marie – stacja linii 7 metra w Paryżu, położona w 4. dzielnicy.

## Stacja
Stacja została otwarta w 1926 roku. Posiada jednonawową halę peronową z dwoma peronami bocznymi.
Nazwa stacji pochodzi od pobliskiego mostu – Pont Marie – wzniesionego przez inżyniera Christophe Marie.

## Przesiadki
Stacja umożliwia przesiadki na autobusy dzienne RATP.

## Otoczenie
W pobliżu stacji znajdują się:
- pałac biskupów Sens
- Muzeum Pamięci Shoah